# Стефанович Яків Васильович
Стефанович Яків (1853—1915), революціонер-народник родом з Чернігівщини, член таємних гуртків в Україні («Київська Комуна», «Південні Бунтарі», «Таємна дружина» та ін.) й організації «Земля і Воля», а після її розколу — «Чорного Переділу».
У 1877 році намагався підняти повстання на Чигиринщині при допомозі фальшованих «золотих грамот» від царя, який нібито велів селянам повстати на панів («Чигиринська змова»). 1883 року засуджений до 8 років каторги, з 1890 року на поселенні в Якутській області (Східний Сибір). Перебуваючи на засланні, проводив археологічні дослідження Південної Якутії, картографічні роботи, займався вивченням донного льоду на сибірських річках . У 1905 році повернувся на Чернігівщину.
Останні роки життя провів у селі  Красному Колядині на Чернігівщині, де і похований у сільському парку. 